# Exoprosopa pennata
Exoprosopa pennata är en tvåvingeart som beskrevs av Nurse 1922. Exoprosopa pennata ingår i släktet Exoprosopa och familjen svävflugor. Inga underarter finns listade i Catalogue of Life.